# 穆拉特·別克塔諾夫
穆拉特·卡里巴耶维奇·別克塔諾夫（羅馬化：Mūrat Kärıbaiūly Bektanov；1965年9月18日—），哈薩克斯坦政治和軍事人物。他之前曾經擔任過該國武裝力量總參謀長以及國防部第一副部長，並自2021年8月31日起出任國防部部長。

## 早年生活和教育
別克塔諾夫於1965年9月18日在蘇聯哈薩克蘇維埃社會主義共和國北哈薩克斯坦州索科洛夫區索科洛夫卡（現哈薩克斯坦北哈薩克斯坦州克孜勒扎爾區索科洛夫卡）出生，大學時期於基輔高等聯合兵種指揮學校（Киевское высшее общевойсковое командное училище）就讀並在1988年順利畢業，後來他也曾經於1998年至2000年以及2005年至2007年期間分別在哈薩克斯坦共和國武裝力量軍事學院（現哈薩克斯坦國防大學）與俄羅斯總參謀部軍事學院深造。

## 仕途
別克塔諾夫於1989年擔任蘇聯陸軍某機動步槍排排長，翌年短暫出任過空降突擊排排長後便在同年轉任蘇聯武裝力量以及後來的哈薩克斯坦共和國武裝力量某空降突擊營偵察隊隊長。1993年，他成為阿拉木圖高等聯合兵種指揮學校（現哈薩克斯坦陸軍軍事學院）某排排長和某連學員，四年後改任MSB（МСБ）參謀長與副指揮官。
1998年，別克塔諾夫加入中央政府擔任國防部戰術訓練處軍官，兩年後轉任武裝力量參謀部作戰計劃處某小組組長和高級軍官，其後又於2001年被調往共和國衛隊先後出任總監、行動處處長以及戰術使用和訓練處處長直至2005年。
2007年，別克塔諾夫返回國防部擔任轄下參謀長委員會作戰計劃處副處長，三年後晉升為處長。接著他在2013年7月成為哈薩克斯坦東部軍區司令部部隊司令，並於2016年9月出任該國陸軍總司令，以及在2019年4月升任至武裝力量總參謀長與國防部第一副部長。2019年6月24日，哈薩克斯坦南哈薩克斯坦州阿雷西一座軍用倉庫發生火災和爆炸，導致整座城市多座樓房嚴重受損以及多人傷亡，別克塔諾夫與其他相關官員因而於同年8月7日受到該國第二任總統卡西姆若馬爾特·托卡耶夫嚴厲譴責。
2021年8月26日，哈薩克斯坦江布爾州拜扎克區一座軍火庫發生多次猛烈爆炸並造成至少14人死亡，時任國防部部長努爾蘭·葉爾梅克巴耶夫因此引咎辭職。隨後托卡耶夫總統在同月31日發佈政令和簽署第649號總統令，分別免去葉爾梅克巴耶夫國防部部長職務以及任命別克塔諾夫為新任國防部部長。2022年1月，2022年哈薩克斯坦抗議爆發。2022年1月19日，穆拉特·別克塔諾夫被解除哈薩克斯坦國防部長職務。

## 榮譽
別克塔諾夫曾經於2014年獲得光榮（Даңқ）II 級獎章，後來更在2020年5月榮獲中將軍銜。